# カール・クリスティアン・ヨハン・ホルシュテン
カール・クリスティアン・ヨハン・ホルシュテン（ドイツ語: Karl Christian Johann Holsten、1825年3月31日 - 1897年1月26日）は、ドイツ帝国のプロテスタント神学者。

## 生涯
1825年3月31日、ギュストロウで生まれた。ライプツィヒ、ベルリン、ロストックで教育を受け、1852年にギムナジウムで宗教の教師になった。1870年、ベルン大学で新約聖書学の教授になり、1876年にハイデルベルク大学に転じた後1897年1月26日に死去するまで務めた。
ホルシュテンはフェルディナント・クリスティアン・バウアを指導者とするテュービンゲン学派を支持、ペトロ派とパウロ派の間の敵対に関するバウアの意見も支持した。

## 著作
本節の出典は。
- Zum Evangelium d. Paulus und d. Petrus（1867年）
- Das Evangelium des Paulus dargestelit（1880年）
- Die synoptischen Evangelien nach der Form ihres Inhalts（1886年）